# Zoo di Filadelfia
Lo zoo di Filadelfia è un giardino zoologico che si trova a Filadelfia nello Stato della Pennsylvania, Stati Uniti d'America.

## Storia

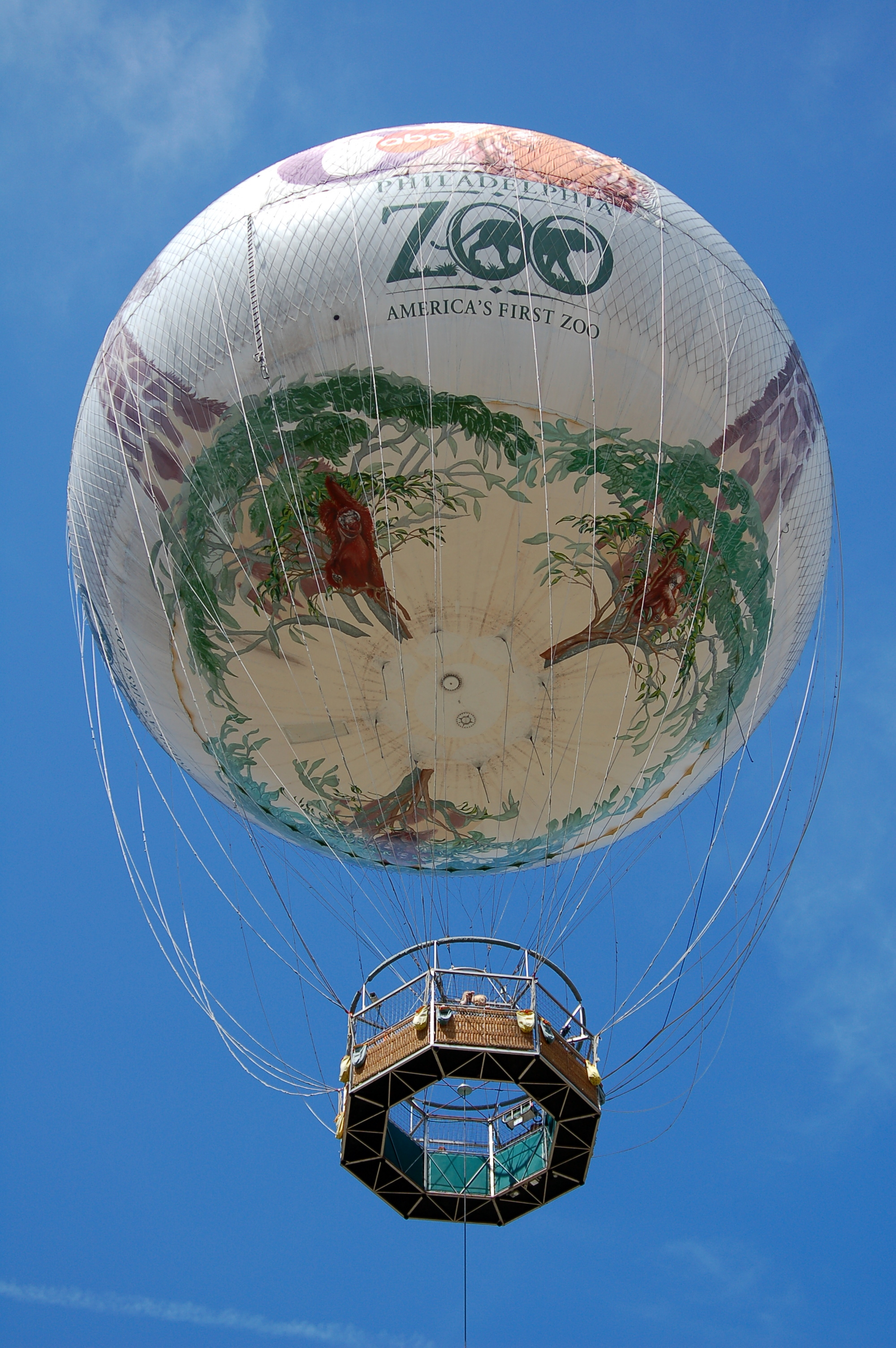
Lo Zooballoon.

Lo zoo di Filadelfia è stata la prima struttura costruita con questa funzione negli Stati Uniti d'America e venne inaugurato 1º luglio 1874, alcuni anni dopo la fine della guerra di secessione americana.
Nel 1995 un incendio accidentale causò la morte di 23 animali, alcuni dei quali particolarmente preziosi perché appartenenti a specie in via di estinzione.

## Descrizione
Oltre ai numerosi animali presenti lo zoo offre diverse attrazioni e servizi, in particolare:
- Centro per la salute degli animali, uno degli ospedali veterinari statunitensi più importanti.
- Lo Zooballoon, la una mongolfiera che alzandosi da terra offre una vista panoramica non solo sullo zoo.